# Fußball-Europameisterschaft 2028
Die Fußball-Europameisterschaft 2028 (offiziell UEFA EURO 2028) soll als 18. Ausgabe des Turniers im Juni und Juli 2028 ausgetragen werden. Die Gastgeber werden Großbritannien mit dem walisischen, schottischen sowie dem englischen Fußballverband und Irland sein. Der Titelverteidiger ist Spanien.

## Vergabe
Für die Vergabe des Turniers mussten Verbände ein Angebot mit zehn Stadien einreichen, von denen eines über 60.000 Sitzplätze, eines (vorzugsweise zwei) über 50.000 Sitzplätze, vier über 40.000 Sitzplätze und drei über 30.000 Sitzplätze verfügen müssen. Der Fristablauf für die Interessensbekundung an der Austragung des Turniers endete am 23. März 2022 und die Abgabefrist für die Einreichung der vollständigen Bewerbungsunterlagen endete am 12. April 2022. Für die Austragung der Europameisterschaft bewarben sich die Verbände aus Russland (trotz der zu diesem Zeitpunkt geltenden Sperrung des russischen Verbandes für UEFA-Wettbewerbe), des Vereinigten Königreichs (gemeinsame Bewerbung der Fußballverbände von England, Schottland, Nordirland und Wales) mit der Republik Irland und der Türkei (Türkiye Futbol Federasyonu). Russland und die Türkei bewarben sich gleichzeitig auch für die Austragung der nachfolgenden Fußball-Europameisterschaft 2032. Italien entschied sich gegen eine Bewerbung und bewarb sich stattdessen nur für die nachfolgende EM 2032, um die Chancen einer erfolgreichen Bewerbung zu erhöhen. Am 2. Mai 2022 lehnte die UEFA die Bewerbungen Russlands für die Europameisterschaften 2028 und 2032 ab. Als Bewerber verblieben damit die Türkei und das Vereinigte Königreich/Irland. Die gemeinsame britisch-irische Bewerbung galt im Vorfeld der Vergabe als klarer Favorit, der türkischen Bewerbung wurden lediglich Außenseiterchancen zugeschrieben.
Am 28. Juli 2023 wurde bekannt, dass die Türkei beabsichtigt, ihre Bewerbung mit der von Italien für die Europameisterschaft 2032 zusammenzuführen, was am 4. Oktober 2023 von der UEFA bestätigt wurde. Am 10. Oktober 2023 wurden das Vereinigte Königreich und die Republik Irland als Austragungsorte der EM von der UEFA verkündet.

## Austragungsorte
Im April 2023 wurde von den Verbänden des Vereinigten Königreichs und der Republik Irland eine Shortlist von zehn möglichen Stadien für die EM 2028 veröffentlicht. Jeder der fünf Verbände soll mit einem Stadion vertreten sein. London ist die einzige Stadt mit mehr als einem Austragungsort. Im Vergleich zu einer im November 2022 veröffentlichten Liste wurden vier Stadien gestrichen. Das Old Trafford in Manchester, der Croke Park in Dublin, das London Stadium in London und das Stadium of Light in Sunderland schieden aus.
Das Turnier wird möglicherweise ohne einen nordirischen Austragungsort stattfinden, wo fünf EM-Partien eingeplant waren. In der Bewerbung hatte man sich gegen den Windsor Park, Heimat der nordirischen Fußballnationalmannschaft, entschieden, da mit 18.434 Plätzen zu klein für die UEFA-Vorgaben von mind. 30.000 Sitzplätzen. Mit 26.000 Sitz- und 8500 Stehplätzen erfüllt auch der Casement Park die UEFA-Vorgaben derzeit ebenso nicht.
Am 13. September 2024 gab die britische Regierung durch Sportministerin Lisa Nandy und Nordirland-Minister Hilary Benn bekannt, dass man die Kosten für den notwendigen Neubau nicht übernehmen werde. Ursprünglich ging man von 77 Mio. £ (rund 91,2 Mio. Euro) für den Neubau aus. Mittlerweile stiegen sie von 180 Mio. (Ende 2023) auf mehr als 400 Mio. £ (ca. 474 Mio. Euro). Zugleich besteht das signifikante Risiko, dass der Neubau nicht rechtzeitig zur Europameisterschaft fertiggestellt werde.
Der Geschäftsführer der Irish Football Association (IFA), Patrick Nelson, zeigte sich am 16. September enttäuscht über die Absage der britischen Regierung, man werde die Entscheidung aber akzeptieren. Dies bedeutet, dass bei der Europameisterschaft kein Spiel in Nordirland stattfinden werde. Selbst wenn es finanzielle Unterstützung gäbe, wäre die rechtzeitige Fertigstellung des Casement Park nicht sicher. Maximal wäre im Nationalstadion Windsor Park eine Kapazität von 21.000 Zuschauern, ohne den Grundriss des Stadions zu verändern, möglich. Hinzurechnen muss man den Kapazitätsverlust u. a. durch die zusätzlichen Kamerapositionen für die Fernsehübertragungen.
Es sind weitere Gespräche mit der UEFA über die Rolle des Landes bei dem Turnier geplant. Die IFA erwarte nicht, dass der europäische Verband seine Anforderungen an die Stadien, selbst unter diesen Umständen, lockern werde.
Ende November 2024 wurde ein temporäres Stadion (wie das Stadion 974 in Qatar) im Zentrum von Belfast ins Gespräch gebracht.
Ebenso Ende November 2024 wurde bekannt, dass die UEFA dazu übergegangen sei, die fünf in Nordirland vorgesehenen Spiele auf andere Stadien zu verteilen. Dennoch würden Anstrengungen unternommen, die Spiele zumindest auf der Irischen Insel stattfinden zu lassen – und sei dies dann in der Republik Irland. Hierbei wurden zwar mehrere mögliche Stadien angesprochen (auch in Dublin und Cork); voraussichtlich bleibe aber die Dublin Arena das einzige auf der Insel.

### Spielorte und Stadien
| Ort                | Stadion (Name)                              | Kapazität            | Bild |
| ------------------ | ------------------------------------------- | -------------------- | ---- |
| Belfast            | Casement Park                               | 30.000 (nach Neubau) |      |
| Birmingham         | Villa Park                                  | 52.190 (nach Ausbau) |      |
| Cardiff            | Millennium Stadium                          | 73.952               |      |
| Dublin             | Dublin Arena (Aviva Stadium)                | 51.711               |      |
| Glasgow            | Hampden Park                                | 52.032               |      |
| Liverpool          | Everton Stadium                             | 52.679 (im Bau)      |      |
| London (Tottenham) | Tottenham Hotspur Stadium                   | 62.322               |      |
| London (Wembley)   | Wembley Stadium                             | 90.652               |      |
| Manchester         | City of Manchester Stadium (Etihad Stadium) | 61.000 (nach Ausbau) |      |
| Newcastle          | St. James’ Park                             | 52.305               |      |

## Übertragung

### Deutschland
Die Rechte an der Übertragung aller 51 Spiele der Endrunde sicherten sich im Januar 2025 Das Erste und ZDF über ihre gemeinsame Sportrechte-Agentur SportA.

### Österreich
Der Privatsender ServusTV sicherte sich im April 2021 die Übertragungsrechte für die Endrunde der Euro 2028 und einige Qualifikationsspiele mit österreichischer Beteiligung.

### Schweiz
Die SRG SSR sicherte sich im Juni 2021 für ihre Anstalten SRF, RTS, RSI sowie RTR die Übertragungsrechte an sämtlichen Spielen der Europameisterschaft 2024 und 2028 sowie an sämtlichen Qualifikationsspielen mit Schweizer Beteiligung inkl. WM-Qualifikation, UEFA Nations League und Freundschaftsspiele der Saisons 2022/23 bis 2027/28. Die Übertragungsrechte beinhalten die Schweizer Live- und Highlightrechte in TV und Radio sowie auf den Onlineplattformen. Über eine Sublizenz beteiligt die SRG SSR das private Medienunternehmen CH Media jeweils innerhalb von zwei Jahren an fünf Schweizer Länderspielen.